# Mesoproboloides excavata
Mesoproboloides excavata är en kräftdjursart som beskrevs av Fenwick 1977. Mesoproboloides excavata ingår i släktet Mesoproboloides och familjen Stenothoidae. Inga underarter finns listade i Catalogue of Life.